# Eisenia foetida
Eisenia fetida és una espècie de cuc de terra de color vermell que es fa servir en vermicompostatge. Són natius d'Europa encara que també es coneixen sota el nom de cuc de terra roig de Califòrnia. Quan se'ls agafa bruscament emeten una pudor fètida, d'on prové el seu nom científic específic (fetida). Probablement és una adaptació biològica contra els depredadors. Se'n venen molts per a la vermicultura, per la facilitat amb què converteixen la matèria orgànica en compost. També són un esquer per a pescar.
Eisenia fetida està estretament relacionat amb Eisenia andrei, també dit E. foetida andrei.

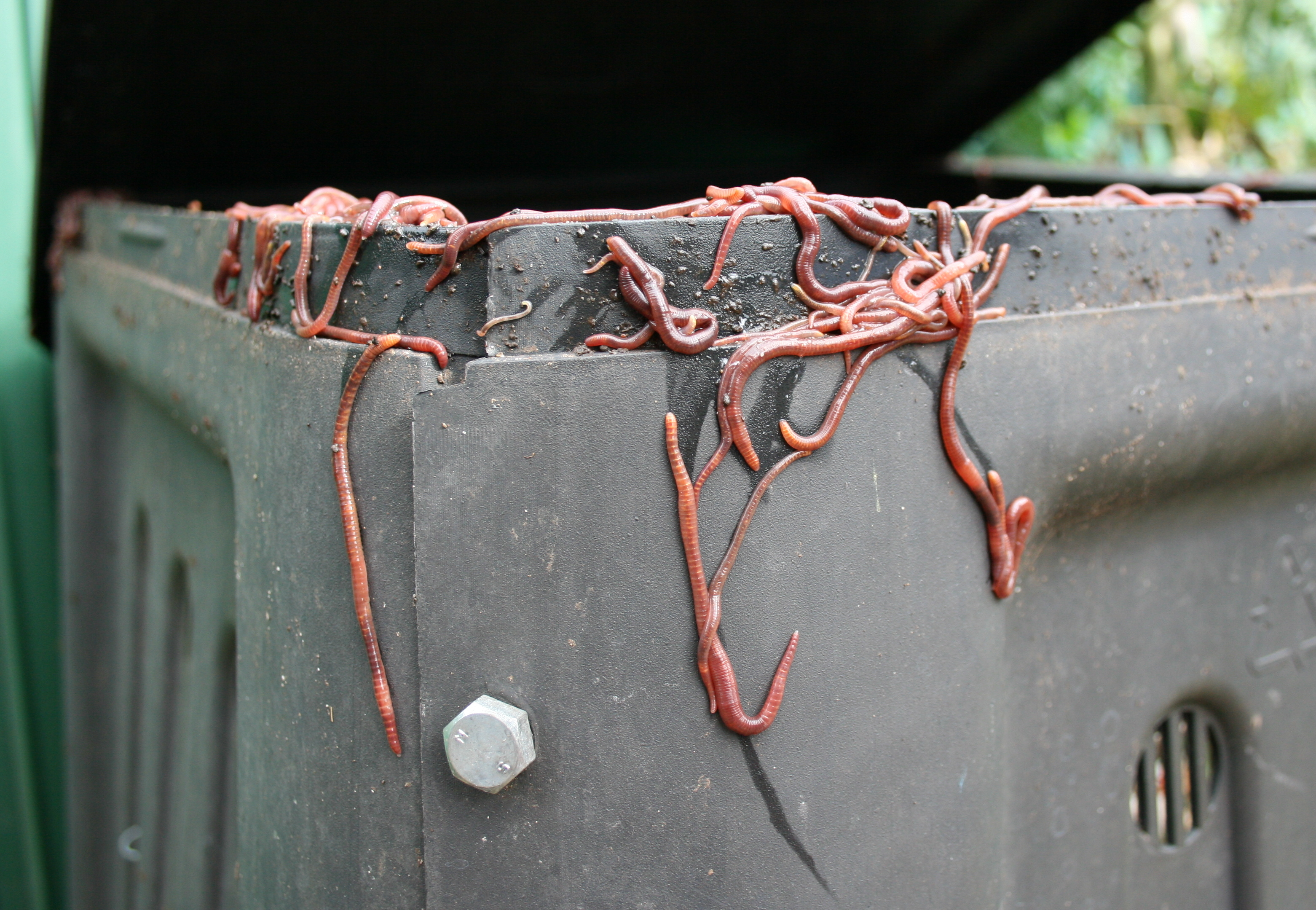
Eisenia fetida sortint d'un cubell de compost.